# マーク・ジェイコブス

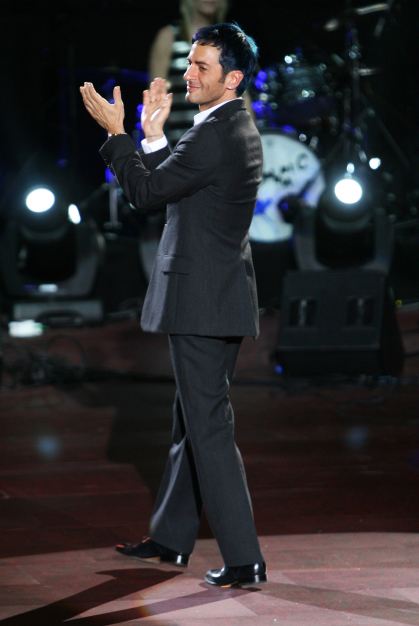
マーク・ジェイコブス

マーク・ジェイコブス （Marc Jacobs、1963年4月9日 - ）とは、アメリカ合衆国、ニューヨーク生まれのファッションデザイナー、及び彼の創立したファッションブランドである。会社としてのマーク・ジェイコブスは1986年に創業した。

## 経歴
1963年、ニューヨークでユダヤ系アメリカ人の家系に生まれる。1981年に同地のハイスクール・オブ・アート・アンド・デザインを卒業。ニュージャージー州ティーネックに母と暮らし、ニューヨークのパーソンズ・スクール・オブ・デザインに通った。在学中にペリー・エリスからデザイン賞を受賞。卒業後、ペリー・エリス（本人の死後だったが）でグランジ系のデザインを開始するなどチーフ・デザイナーとして活躍した。
1986年に、米国オンワード樫山の支援で自らの会社を立ち上げ、「マーク・ジェイコブス」ブランドで初のコレクションを開催。
2008年2月、スウェーデンのデザイナー、ゴスタ・オーロフソンが1950年代にデザインしたスカーフと全く同じデザインのスカーフを発表したと盗作疑惑が持ち上がり、オーロフソンの子息への賠償により決着した。
2001年から系列のセカンドライン「マーク・バイ・マーク・ジェイコブス」をスタートし、メインブランドとの2本柱でブランドを展開してきたが、セカンドラインは2015年秋冬コレクションをもって廃止し、メインブランドに一本化する。
自社以外では、1997年からルイ・ヴィトンの服飾部門のデザイナーを務めており、2014年春夏コレクションまでウィメンズ商品をマーク単独で、メンズ商品をキム・ジョーンズと共同で手掛けた。続く2014年秋冬コレクション以降、ルイ・ヴィトンにおける後任には、ニコラ・ジェスキエールが選任された。

## 企業としてのマーク・ジェイコブス
- 1986年 - オンワード樫山の支援で創業。
- 1996年 - 独立し、ニューヨーク・コレクションに参加。
- 2001年 - セカンドライン「マーク・バイ・マークジェイコブス」の展開を開始。
- 2015年 - セカンドライン「マーク・バイ・マークジェイコブス」の展開を終了。メインブランドに一本化し、1ブランドに幅広い価格帯の商品が展開されるようになった。

## 人物像
現在は、ブラジル人広告代理店経営者ロレンツォ・マルトーネと交際しており、1年の交際の後、婚約したとWWD（Women's Wear Daily/ウィメンズ・ウェア・デイリー）にて2009年3月に報じられた。6月にマサチューセッツ州プロビンスタウンで挙式したと発表した。ところが、この結婚は法的なものでなかった。その後に、ロレンツォと別れ、2012年からはブラジル人ポルノ俳優のハリー・ルイスが新しい恋人となった。

## 親日家
デザイナーとして最初に大きな契約を交わした相手が日本企業（Marc Jacobs、Marc By Marc Jacobsの代理店）であった事から親日家になり、「僕がデザイナーとして成功できたのはコシノジュンコと消費者のおかげ」というコメントを発表している。　　　　　　　　　　　　　　　　　　　　　
来日した際に草間彌生のスタジオを訪ね、マカロン（＝水玉模様）のインスピレーションを得た。
2003年春、ルイ・ヴィトンの「モノグラム」ラインで日本人アーティスト村上隆とコラボレートしたバッグを発表。村上隆の名前と、"kawaii（カワイイ）"という言葉が世界的に知られるきっかけとなった。

## 中絶推進団体とのコラボレーション
マークがマイリー・サイラスと共同でチャリティTシャツを製作し、販売した募金相手であるプランド・ペアレントフッドは、アメリカで中絶手術を行っているプロチョイス（中絶賛成派）の団体である。同団体は、隠し撮り事件や銃撃事件の渦中に巻き込まれるなど、プロライフ（中絶反対派）の団体から激しい攻撃を受けている。TシャツにはPro Choice（中絶賛成！）と書かれている。

## 主なブランド名
- MARC JACOBS
- Marc By Marc Jacobs （セカンドライン）

## フィルモグラフィー
- ディス/コネクト（2012年）